# Montana (rose)
Pour les articles homonymes, voir Montana.
'Montana' est un cultivar de rosier floribunda obtenu par le rosiériste allemand Mathias Tantau junior en 1974. Il est issu d'un croisement de 'Walzertraum' (1968, Tantau) x 'Europeana'.

## Description
Ce rosier floribunda se présente sous la forme d'un buisson aux branches droites pouvant atteindre 90 cm de hauteur. Ses fleurs d'un beau rouge vermillon font 7 cm de moyenne en forme de coupe avec un très léger parfum. La floraison en bouquets est exubérante à la fin du printemps, puis s'étale dans une moindre mesure. Cette rose est fort prisée des jardiniers par sa robustesse. Sa zone de rusticité va à 5b (-25 °C).
La rose 'Montana' doit son nom à la chanson Montana de Frank Zappa parue en 1973 dans l'album Over-Nite Sensation.
La rose 'Ballade' (1994) est un sport de 'Montana'.
La rose 'Montana' ne doit pas être confondue avec l'églantier des montagnes  (Rosa montana).

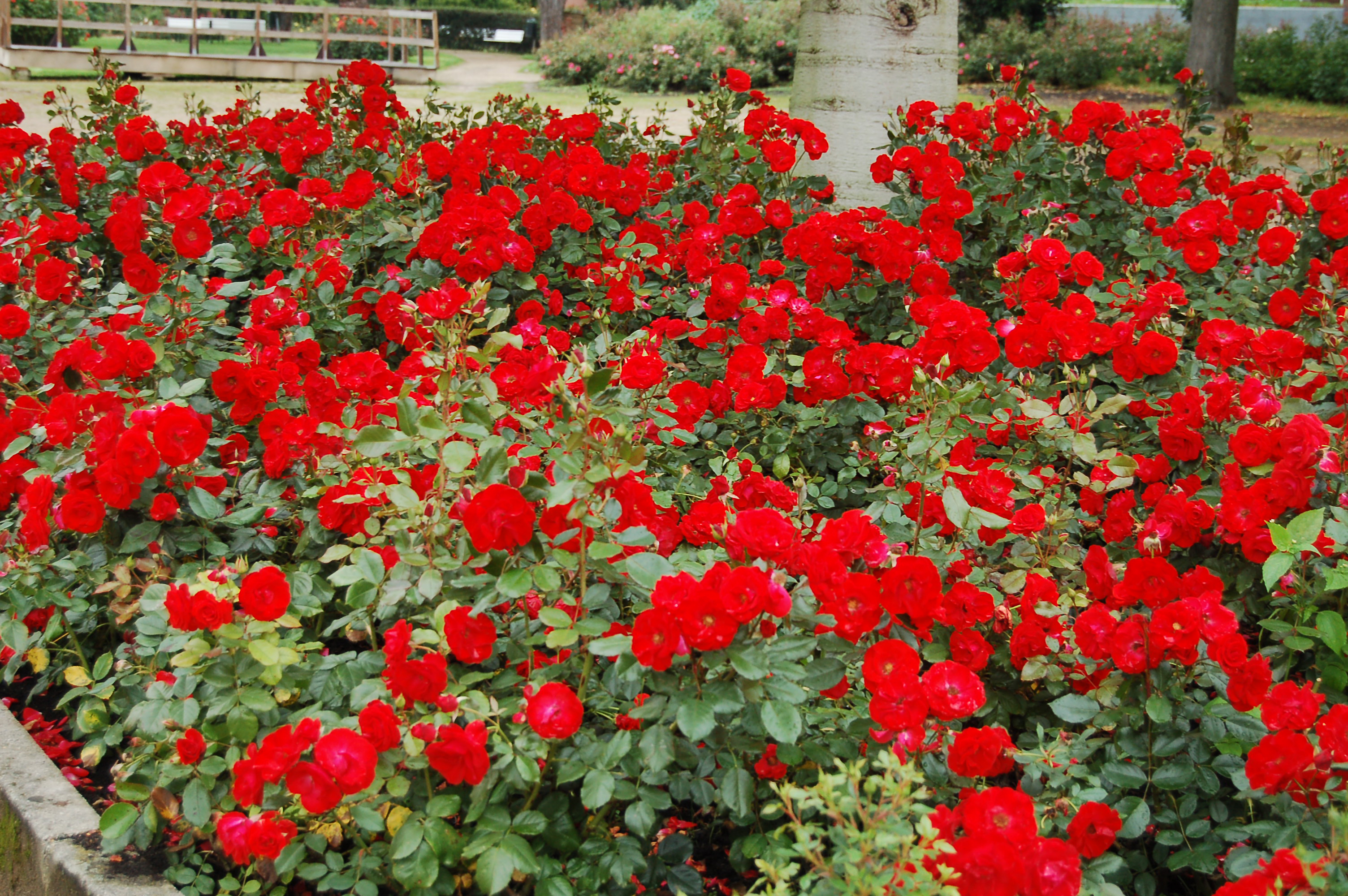
Buissons de rosiers 'Montana'.

## Distinctions
- ADR-Rose 1974
- New Zealand Rose Trials - New Zealand Certificate of Merit 1976
- Tri-State Rose Society Show - Floribunda Spray 2000